# Београдске јеврејске новине
Београдске јеврејске новине: независан информативни недељни лист је лист који је почео да излази 1936. године у Београду. Власник и одговорни уредник листа је био Жига M. Фелнер.

## Историјат
Београдске јеврејске новине су излазиле од год. 1, бр. 1(1936) до год. 2, бр. 12 (1937) године на српскохрватском језику, у Београду. Лист је био информативног карактера.

### Периодичност излажења
Лист је излазио једном недељно.

### Изглед листа
Формат листа је био 31x47cм. Штампан је ћирилицом на 4 стране.

### Место и година издавања
Београд, 1936—1937.

### Штампарија
Лист је штампан у "Задружној штампарији".

## Власник и уредник
Власник и одговорни уредник Београдских јеврејских новина био је Жига M. Фелнер.